# Hamdi Benani
Pour les articles homonymes, voir Bennani.
Hamdi Benani (en arabe :حمدي بناني ), né le 1er janvier 1943 à Annaba dans la wilaya d'Annaba en Algérie et mort le 21 septembre 2020 dans la même ville, est un grand  chanteur et musicien, compositeur de malouf algérien et de flamenco .

## Biographie
Hamdi Benani est né à Annaba le 1er janvier 1943. Son oncle Mohammed Benani dit "p'tit Mohammed" était un joueur de fhel(petite flûte) et faisait partie du fameux orchestre du grand maître de la musique andalouse Malouf le regretté  M'hamed El Kourd. Encouragé à persévérer en apprenant les bases artistiques de la musique andalouse, il remporte  un premier prix de la chanson à l’âge de 16 ans.
Le public le découvre pour la première fois en 1963 quand il interprète d’une manière remarquable le titre Ya Bahi El Djamel, ce qui contribue à la concrétisation publique de sa carrière en tant que violoniste et chanteur.
Hamdi Benani réussit à apporter un nouveau souffle à la musique Malouf et une certaine vivacité avec ses titres Mahbounati ou encore Adala Ya Adala, ce qui lui vaut un large succès auprès du public. Cette reconnaissance le hisse au niveau de ses maîtres aînés Hassen Annabi, Mohamed Tahar Fergani et Abdelmoumen Bentobbal.
On compte bon nombre d’albums enregistrés comme Ya Ahl Ellil Tahya Bikoum, Bahi El Djamel, Min Chit Frikitti et Achiq El Mahboub Dar El Hiba.
Surnommé « l’ange blanc » car il ne se sépare jamais de son violon blanc, Hamdi Benani est une figure incontournable du paysage culturel et musical algérien et maghrébin.
Hamdi Benani est connu pour avoir révolutionné ce genre musical en introduisant des instruments nouveaux et des influences d’autres musiques au malouf ancestral. Il l'a en quelque sorte démocratisé en y ajoutant des instruments modernes et des thématiques nouvelles dans les textes.

## Décorations
- Djadir de l'ordre du Mérite national d'Algérie.

## Discographie
- Nuba Nova
- Jani Ma Jani
- Sid etaleb (Live)
- Jani ma jani
- Ouyoune lehbara
- Malouf de Annaba (Live)
- Hommage, Amphithéatre de la Sorbonne - Paris (Live)
- Le chanteur de la paix et Claude Nacashe
- Malouf de Annaba, Anthology of Algerian urban music